# Gyeongju Korea Hydro & Nuclear Power FC
Gyeongju Korea Hydro & Nuclear Power FC (kor. 경주 한국수력원자력 축구단) – klub piłkarski z Korei Południowej, z miasta Gyeongju, występujący w N-League (3. liga).